# Sylhet
Sylhet (bengali : সিলেট, Sylheti: ꠍꠤꠟꠐ), connue auparavant sous les noms de Silhet, Shilhat, Sreehatta et Jalalabad, est une ville située au nord-est du Bangladesh et comptant 445 798 habitants. Chef-lieu de la division de Sylhet et du district du même nom, elle se trouve sur la rive nord du Surma et est entourée par les collines de Jaintia, Khasi et Tripura.
Sylhet est réputée pour ses plantations de thé mais également pour abriter le tombeau de Shah Jalal, qui apporta l'islam dans la région du Bengale au XIVe siècle.
La majeure partie des Bangladais émigrés est originaire de cette ville. De nombreux Sylhetis habitent ainsi dans l'East End de Londres, notamment dans les quartiers de Tower Hamlets et Newham : Brick Lane, surnommée Banglatown, est en fait peuplée en majorité de personnes issues de l'upazila de Jagannathpur dans le district de Sylhet.

## Jumelages
- Amman (Jordanie)
- Londres (Royaume-Uni)
- Marylebone (Royaume-Uni)
- Tower Hamlets (Royaume-Uni)
- Rochdale (Royaume-Uni)
- Konya (Turquie)
- Messine (Italie)
- Chittagong (Bangladesh)